# Volterra
Volterra este o comună în Provincia Pisa, Toscana din centrul Italiei. În 2011 avea o populație de  10.651 de locuitori.

## Demografie
Volterra - evoluția demografică

|  | Graficele sunt indisponibile din cauza unor probleme tehnice. Mai multe informații se găsesc la Phabricator și la wiki-ul MediaWiki. |

Date: Recensăminte sau birourile de statistică - grafică realizată de Wikipedia

## Monumente
- Baptisteriul din Volterra, secolul al XIII-lea
- Catedrala din Volterra, secolul al XII-lea